# Fulgor (Milaan)
Fulgor is de naam van een historisch motorfietsmerk,
Het werd geproduceerd door G. Presenti in Milaan van 1922 tot 1926.
Dit was een kleine Italiaanse fabriek die gemotoriseerde fietsen met een eigen 143 cc tweetakt-hulpmotor produceerde.